# Иванченко, Александр Васильевич (художник)
Александр Васильевич Иванченко (род. 4 июля 1946, Саратов) — советский, украинский и российский художник, книжный график, преподаватель. Лауреат Государственной премии АРК (1996). Заслуженный деятель искусств Автономной Республики Крым (2008).

## Биография
Родился 4 июля 1946 года в городе Саратове. Учился в Крымском художественном училище имени Н. С. Самокиша в 1961—1966 годах. Окончил Украинский полиграфический институт имени И. Фёдорова во Львове (1971). Преподаватели по специальности: В. Л. Бунов, Г. Островский.
Работал в 1967—1974 годах преподавателем в Крымском художественном училище имени Самокиша. Преподавал в Украинском полиграфическом институте имени И. Фёдорова во Львове в 1974—1981 годах. С 1981 года — художник-монументалист Крымского художественно-производственного комбината Союза художников Крыма. В 1981 году награждён Бронзовой медалью ВДНХ СССР. Участник международного конкурса политического плаката «За мир, гуманизм, против угрозы ядерной войны» (1984).
Основатель, совместно с Светланой Ягуповой, и главный художник детского журнала «Крымуша» (1993). Преподавал в Крымском институте информационно-полиграфических технологий — филиале Украинской академии печати в Симферополе. С 2003 года заведующий кафедрой книжной графики и дизайна печатной продукции. После аннексии Крыма Россией — старший преподаватель кафедры книжной графики и дизайна печатной продукции факультета информационно-полиграфических технологий Таврической академии КФУ имени В. И. Вернадского.
Лауреат Государственной премии АРК (1996). Заслуженный деятель искусств Автономной Республики Крым (2008).

## Творчество
График. Основная отрасль — книжная графика. Для творчества художника характерны сочетание художественной образности оформления книг с сюжетной линией, реальной конкретики изображения с выразительным декором цветового решения. Сотрудничал с издательствами «Таврия», «Доля» (Симферополь), «Выща школа» (Киев), «Каменяр» (Львов). С 1970-х годов участвовал в республиканских, всесоюзных и зарубежных выставках: Персональная выставка во Львове в 1979 году.
Кафедра книжной графики и дизайна КФУ проводит отчётные выставки преподавателей и студентов, где выставляются и работы А. Иванченко. В 2018 одна из них прошла в Симферопольском художественном музее.
Основные произведения: антивоенный плакат «Другого дома нет!» (совместно с Додаревым М., Чуйко В.), иллюстрации к книге — «Ледяной шторм» К. Станюковича (1984), «Кавказ» Т. Шевченко (2000), «Лесная песня» Леси Украинский (2001), «Пять гроздей винограда: Кримськотатарские сказки» (2004).